# Megaselia posticata
Megaselia posticata är en tvåvingeart som först beskrevs av Gabriel Strobl 1898.  Megaselia posticata ingår i släktet Megaselia och familjen puckelflugor. Arten är reproducerande i Sverige. Inga underarter finns listade i Catalogue of Life.